# Valkeajärvi (sjö i Puolango, Kajanaland)
Valkeajärvi är en sjö i kommunen Puolango i landskapet Kajanaland i Finland. Den är 2,8 meter djup. Arean är 43 hektar och strandlinjen är 3,56 kilometer lång. Sjön  ingår i Ijo älvs huvudavrinningsområde.   Den ligger omkring 81 kilometer norr om Kajana och omkring 550 kilometer norr om Helsingfors. 